# Wilhelm Josef Anton Werber
Wilhelm Josef Anton Werber (* 2. September 1800 in Ettenheim, Baden; † 18. Februar 1873 in Freiburg) war ein deutscher Arzt und Professor an der Albert-Ludwigs-Universität Freiburg. Werber wurde 1821 in Medizin habilitiert und 1830 zum außerordentlichen Professor ernannt. Ab 1835 war er ordentlicher Professor für Pathologie, Geschichte und Enzyklopädie der Medizin. Er las auch über Philosophie. Sein Sohn ist der Arzt und Privatdozent Anton Werber (1840–1872).

## Leben
Werber besuchte die Latein-Schule zu Mahlberg und später das Gymnasium in Freiburg. 1816 begann das Studium der Philosophie an der Universität am gleichen Ort. Ein Jahr in Aarau nutzte er zum Literaturstudium unter den Herren Kotum und Gerlach. 1822 graduierte er während seines Medizinstudiums in der Philosophie. Studienreisen führten Werber nach Basel, Halle und Jena. 1824 war er Dozent der philosophischen Fakultät an der Freiburger Universität. Nach eineinhalb Jahren zog es ihn nach Heidelberg, um sich der praktischen Medizin zu widmen. Nach größeren Reisen in die Schweiz und nach Italien kehrte er wieder nach Freiburg zurück und im Herbst 1827 machte er sein Staatsexamen mit „ausgezeichnet gut“. 1830 wurde er außerordentlicher und vier Jahre später ordentlicher Professor.

## Ehrungen
- Ritter des Zähringer Löwenordens I. Classe
- Grossh. Bad. Hofrath
- Director der Poliklinik
- ord. u. Ehrenmitglied versch. gelehrter Gesellschaften

## Mitgliedschaften
- Mitglied in der Naturforschenden Gesellschaft zu Halle
- Mitglied der Philosophisch-medizinischen Gesellschaft zu Erlangen
- Ordentliches Mitglied des Badischen landwirtschaftlichen Vereines
- Verein badischer Medizinalbeamten zur Beförderung der Staatsarzneikunde
- Ehrenmitglied des Elsässer Vereins zur Beförderung der praktischen Heilkunde

Quelle:

## Werke (Auswahl)
- W.J.A. Werber: Ueber Gegensatz, Wendepunkt und Ziel der heutigen Physiologie und Medicin zur Vermittlung der Extreme, besonders der Allopathie und Homöopathie. Rieger u. Comp., Stuttgart 1835.
- W.J.A. Werber: Der Stahlsäuerling zu Griesbach am Fuße des Kniebis im Großherzogthum Baden. Herder'sche Verlagshandlung, Karlsruhe und Freiburg 1840. Digitalisat
- Die Lehre von der menschlichen Erkenntniss, ihren Quellen, Methoden und Systemen dogmatisch und historisch dargestellt. Herderscher Verlagsbuchhandlung, Karlsruhe/Freiburg 1841
- W.J.A. Werber: Specielle Pharmacologie und Toxicologie: Chemisch physiologisch und klinisch bearbeitet für Aerzte, Wundärzte und Studirende. Enke, Erlangen 1856. Digitalisat
- Die Heilungsgesetze positiv und historisch mit besonderer Rücksichtnahme auf die herrschenden Heilungssysteme. Friedrich Wagner'sche Buchhandlung, Freiburg 1862
- Die Schweizer-Alpenluft in ihren Wirkungen auf Gesunde und Kranke: mit Berücksichtigung der Mineralquellen und Kurorte. E. Kiesling, Zürich 1862
- W.J.A. Werber: Die Kniebis-Bäder Sulzbach, Autogast, Freiersbach, Petersthal, Griesbach, Rippoldsau und Wolfach im Großherzogthum Baden. Enke, Erlangen 1863. Digitalisat
- W.J.A. Werber: Grundlegung der Philosophie des Schönen (Aesthetik und Kalligonie) und der Philosophie des Wahren (Erkenntniss- und Wissenschaftslehre). Carl Wiener’s Universitätsbuchhandlung, Heidelberg 1873 (google.de).